# Tsunami in de Straat van Sunda 2018
De Tsunami in de Straat van Sunda 2018 vond plaats op 22 december 2018 in de Straat van Sunda tussen de Indonesische eilanden Java en Sumatra.
De tsunami was het gevolg van een uitbarsting van de Anak Krakatau-vulkaan, die midden in de zeestraat ligt, gevolgd door een onderzeese aardverschuiving. De provincies Lampung en Banten zijn getroffen. Onderzoekers hadden in 2012 al voorspeld dat deze uitbarsting en tsunami konden plaatsvinden.
Het officiële dodental is opgelopen tot 437 (25 december 2018) en er zijn 14059 gewonden geregistreerd. Het aantal vermisten wordt aangegeven op 154. Bijna twaalfduizend inwoners zijn ontheemd geraakt, meldt het rampenbestrijdingscentrum BNPB.
Doordat een aardverschuiving naar aanleiding van een vulkaanuitbarsting en niet een aardbeving de oorzaak was, kwam voor velen de tsunami volkomen als een verrassing. Onder de slachtoffers zijn fans van de Indonesische band Seventeen, die een optreden gaf in een tent op het strand. Het podium werd schijnbaar uit het niets door de vloedgolf getroffen. Van de band overleefde, voor zover bekend, alleen de zanger.

## Afbeeldingen

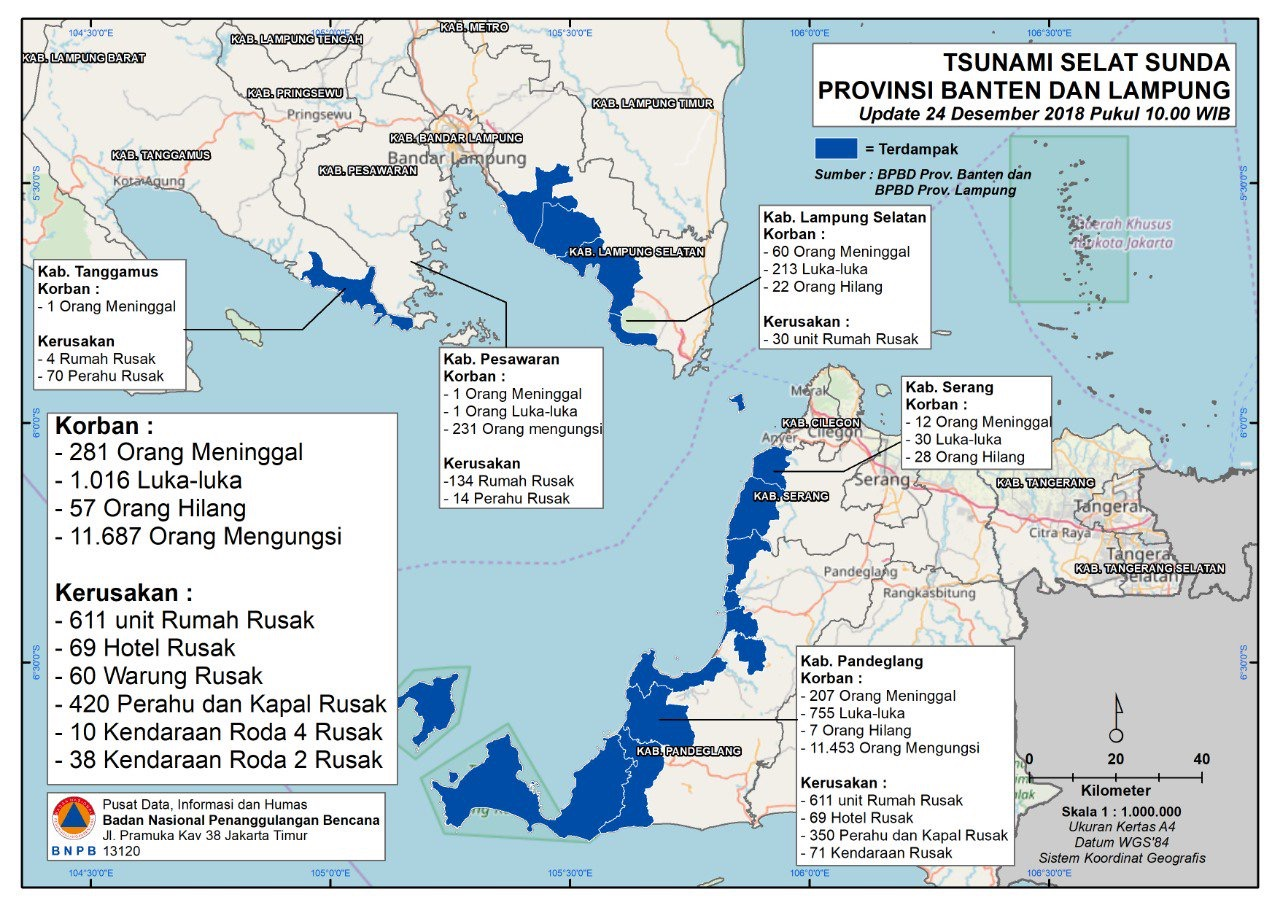
Getroffen gebieden (blauw) op de kaart
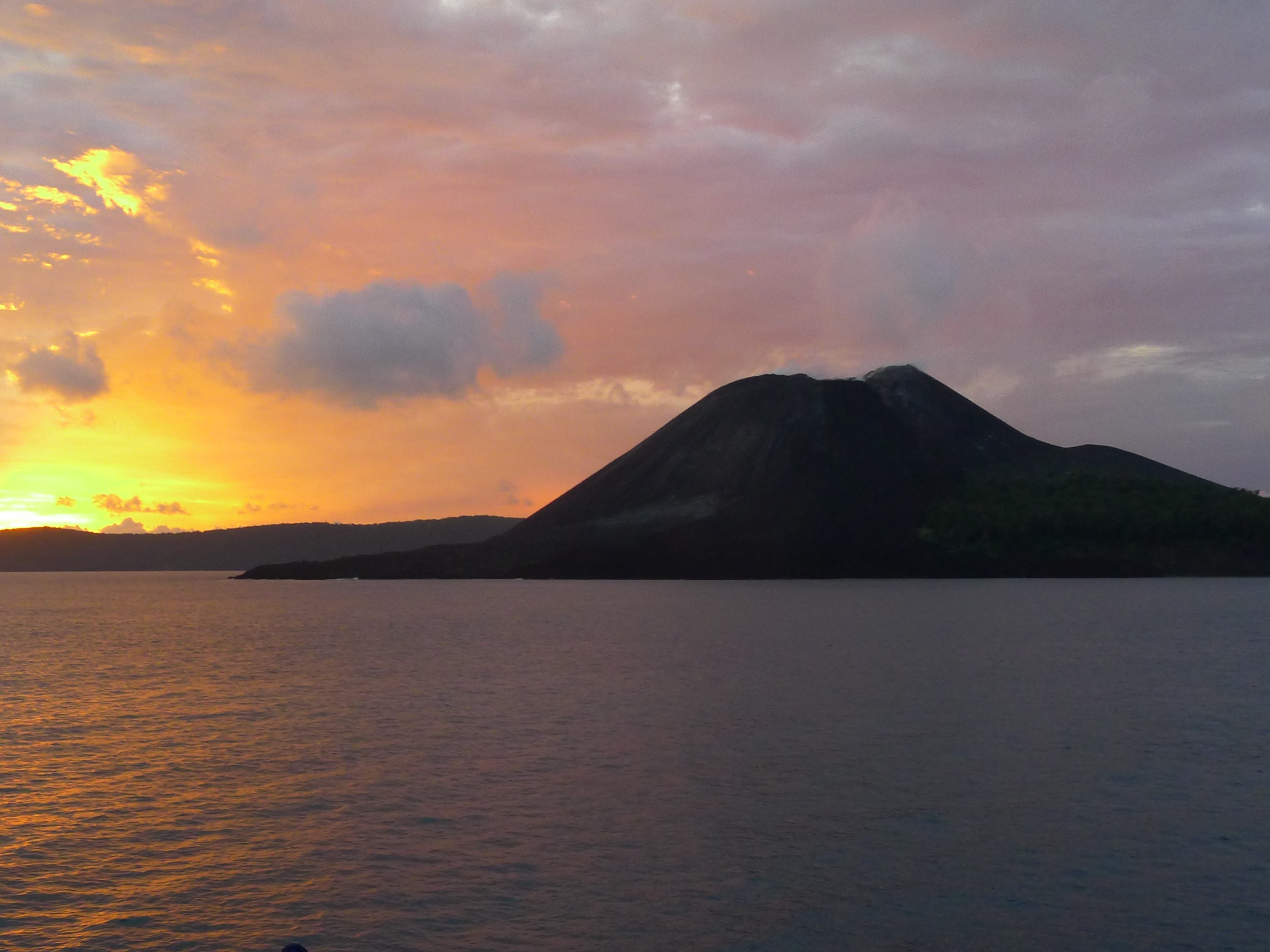
De Anak Krakatau in 2017
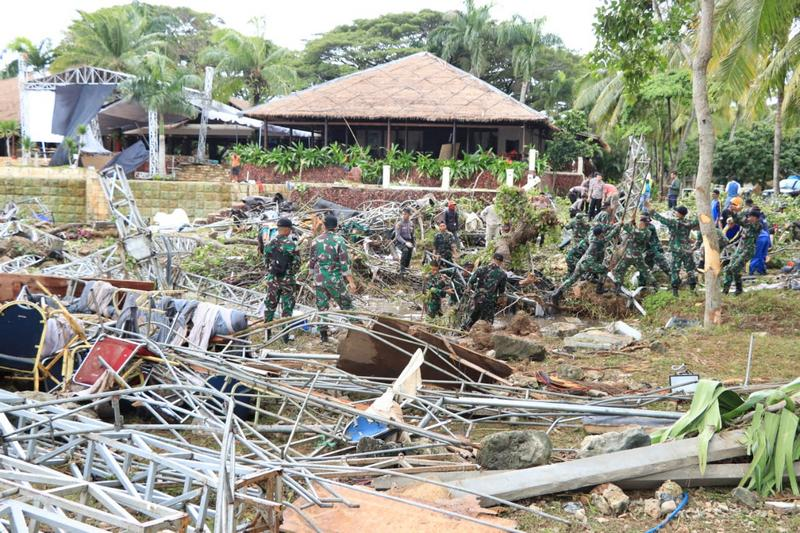
Ravage na het concert
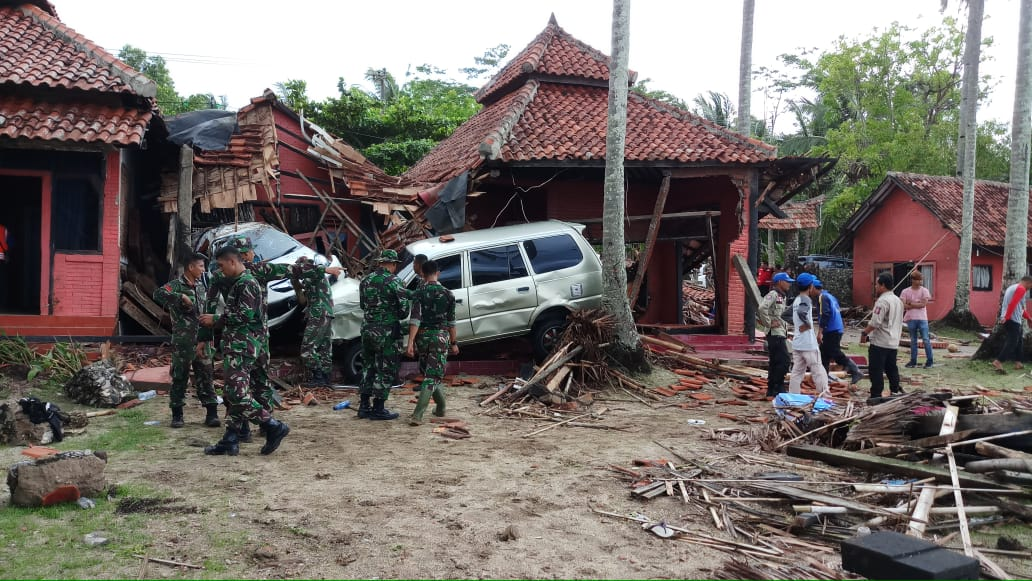
Soldaten zoeken naar overlevenden; 23 december 2018
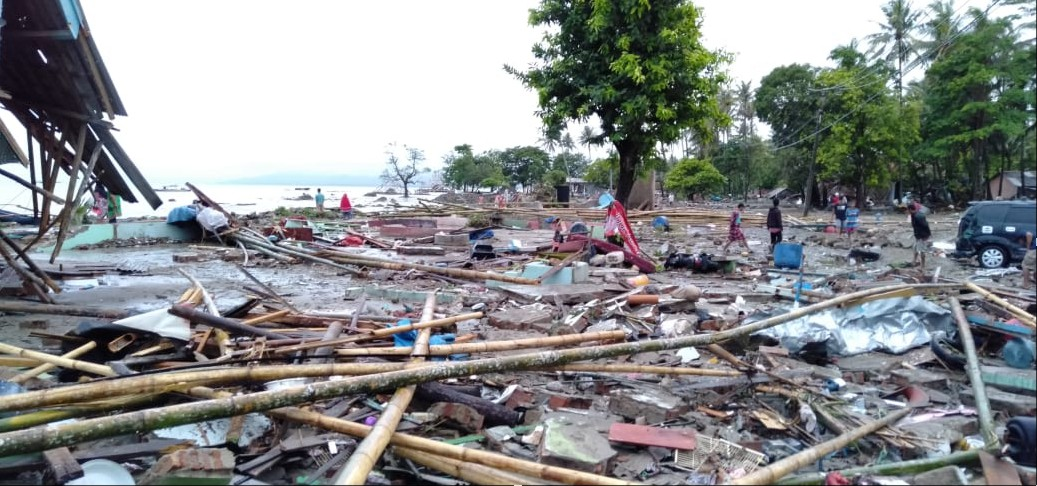
Ravage aan de kust van Banten; 23 december 2018